# Mas (construction)
Pour les articles homonymes, voir Mas.
Un mas (prononcé [mɑ(:s)]) est une ferme de certaines régions du midi de la France (Provence, Languedoc, Roussillon). Lié à la vie économique agricole rurale, le mas est parfois rénové et utilisé comme maison de villégiature ou de tourisme de luxe depuis le XXe siècle.   

## Définition
Selon le dictionnaire du CNRTL, le mas, en Provence, et par extension dans le Midi, est une ferme, une maison de maître paysanne ainsi qu'une maison de campagne de style provençal.

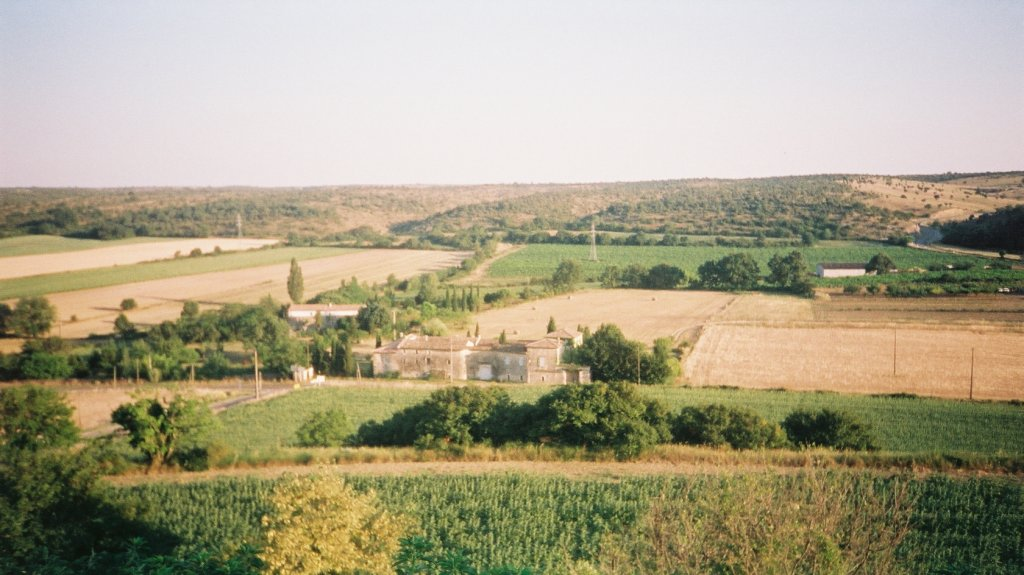
Lussan (Gard).
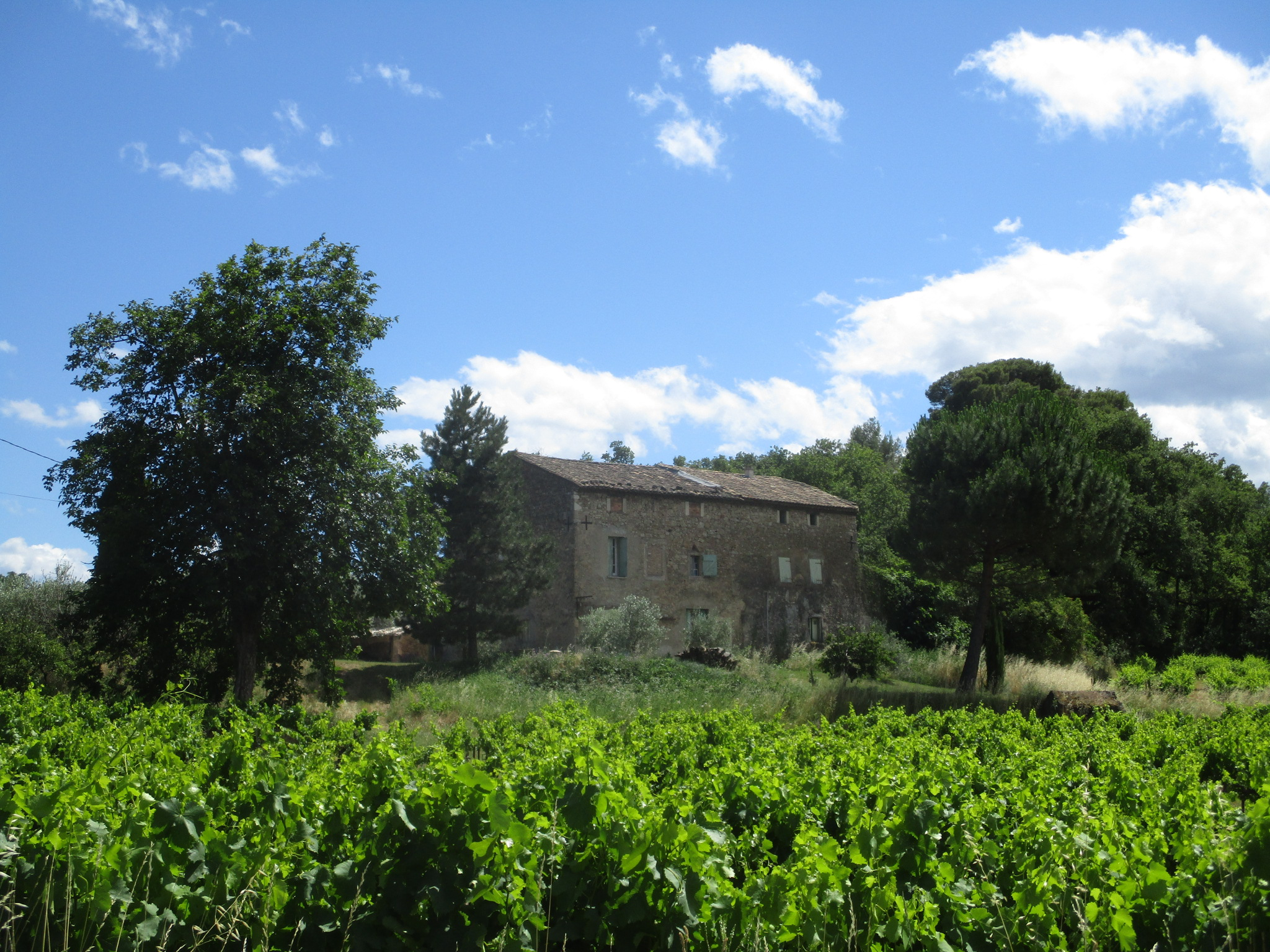
Ardèche.[réf. nécessaire]
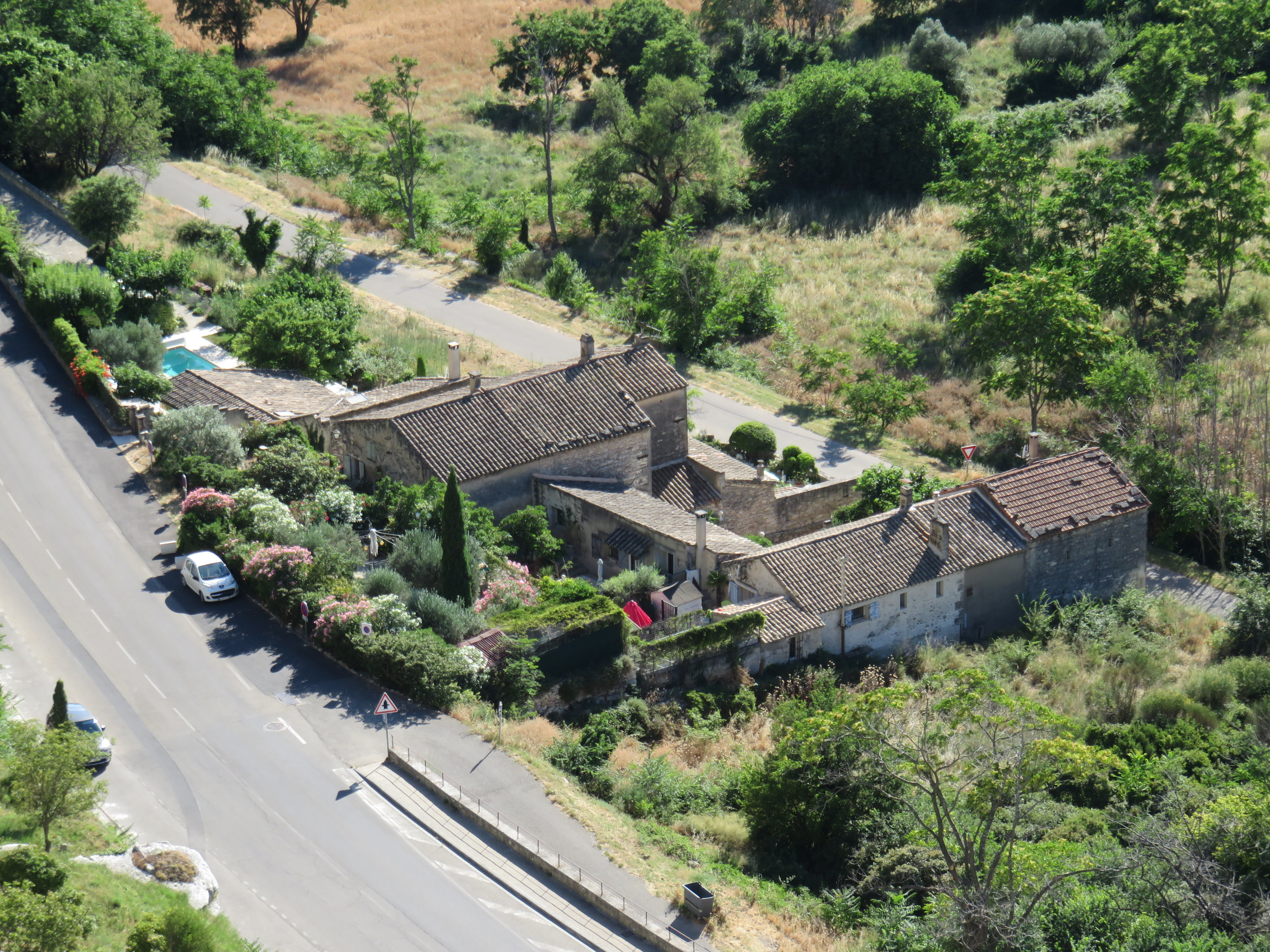
Les Baux-de-Provence (Bouches-du-Rhône).

## Étymologie
La racine du provençal mas est le bas latin masu, lui-même issu du latin mansus, participe passé de manere, séjourner, qui est aussi à l'origine des termes français maison (de mansio), manoir et manant, en plus des formes mes, meis, mais.
Dès le début, le terme paraît s'être appliqué aux locaux d'habitation et aux bâtiments à vocation agricole, auxquels s'ajoutent les dépendances telles que jardin, cour et verger.
Le droit seigneurial du Moyen Âge donna un sens plus étendu à mansus, que les historiens rendent par le terme de « manse » : le mansus était l'unité d'exploitation imposable, c'est-à-dire la superficie agricole exploitée (champs, prés, vignes).
À la fin du Moyen Âge, dans les montagnes de la Basse-Auvergne, le mas était l'équivalent du hameau, appelé aujourd'hui village (à ne pas confondre avec la commune). Ce n'est qu'à partir du XVIIIe siècle qu'on a appelé hameau les plus petits mas. 
Dans le Quercy, le Cantal, aux XIVe et XVIIIe siècles, le mot a aussi le sens général de hameau, d'ancienne communauté possédant en indivis, qui a donné de nombreux lieux-dits.
Par transposition, le nom a été donné à des constructions plus récentes, en Provence en particulier.

## Provence

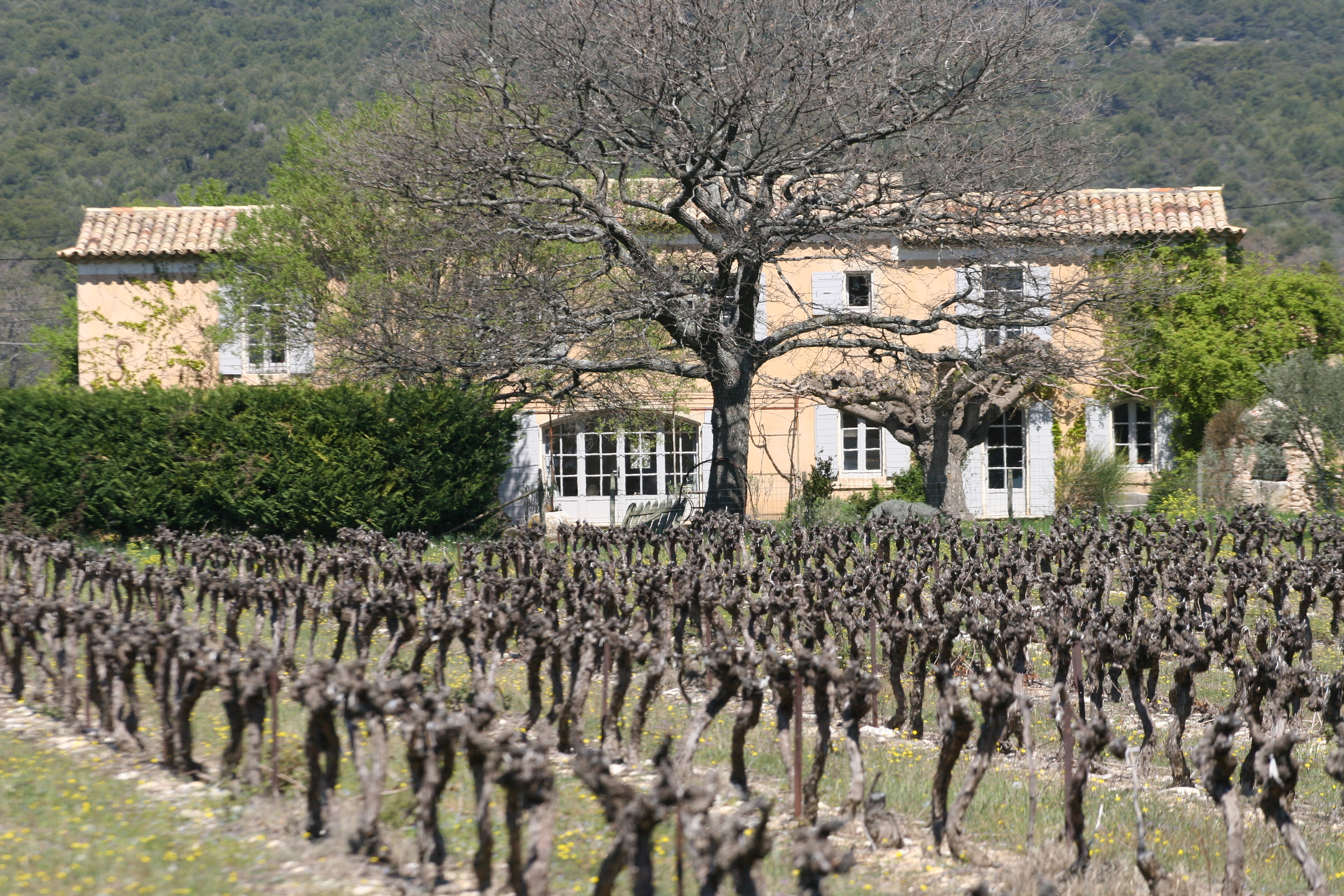
Ancien mas du Luberon, au milieu des vignes.

En Provence, toutes les fermes n'étaient pas des mas. Ceux-ci diffèrent des bastides, plus bourgeoises.
Le mas a presque toujours une orientation au sud, offrant ainsi une protection contre le mistral. Les ouvertures sont absentes au nord et plutôt étroites ailleurs afin de se protéger de la chaleur en été et du froid en hiver. Le mas est d'ampleur variable mais présente presque toujours un volume parallélépipédique et un toit à deux pentes. 

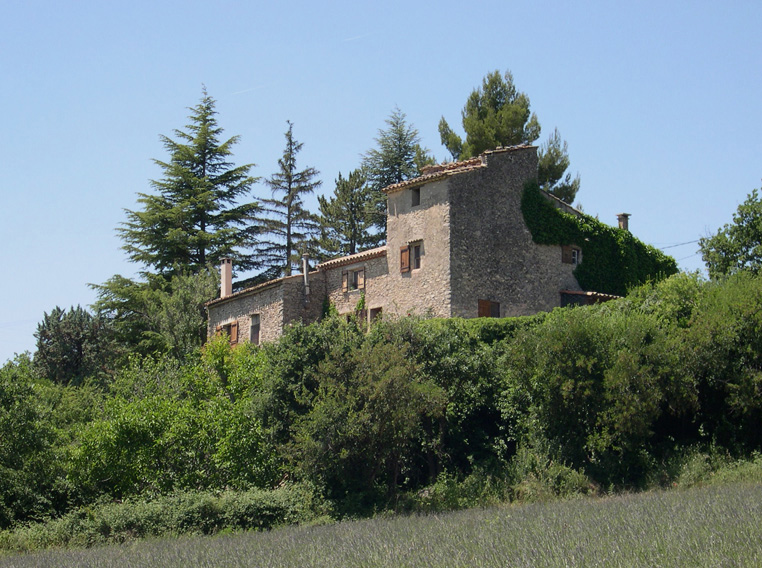
Mas du XVIIIe siècle, près de Viens dans le Luberon.

### Luberon
Il a la forme d’un pavé droit (rectangle) avec quelquefois un retour en L. Il a généralement un étage sur rez-de-jardin (voire parfois deux étages). En bas, étaient disposées les pièces servant aux bêtes et à la cuisine à cause des dégagements de chaleur. Un escalier, souvent central, permet d'accéder à un couloir (disposé au nord) qui distribue sur les chambres. On trouve aussi, à l'étage, les pièces de stockage pour le fourrage, le grain, etc.

### Camargue

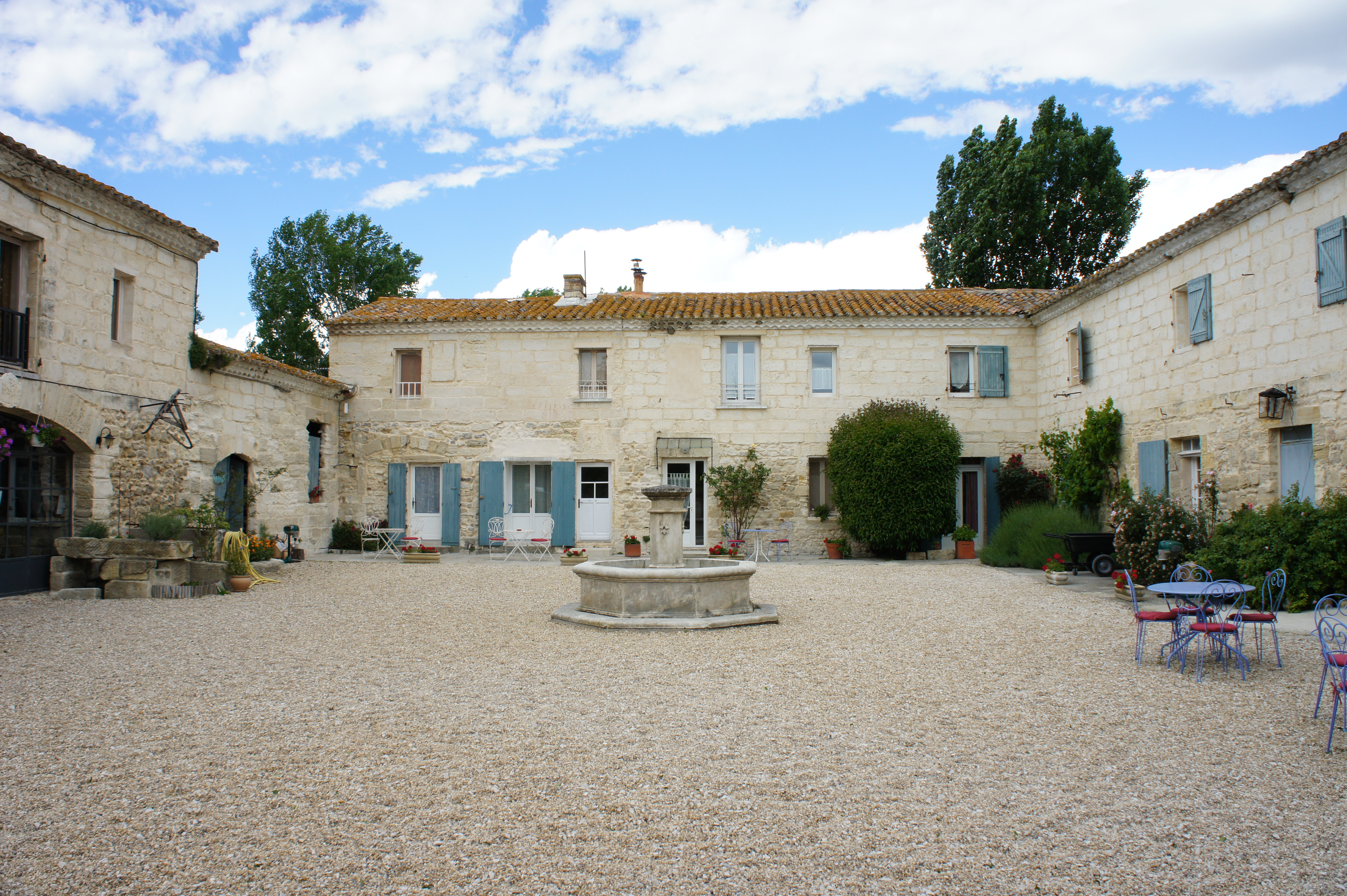
Mas camarguais de Sylvéréal.

Il ressemble plus à une hacienda avec de grands volumes, des murs plutôt blancs, une cour intérieure et des bâtiments en U comprenant habitations et écuries.
La plupart des mas de Camargue s'échelonnent le long des bras du Rhône (pour avoir de l'eau potable, autrefois). Ils sont en général édifiés sur un léger bombement de terrain. Ils occupent toujours le centre du domaine.

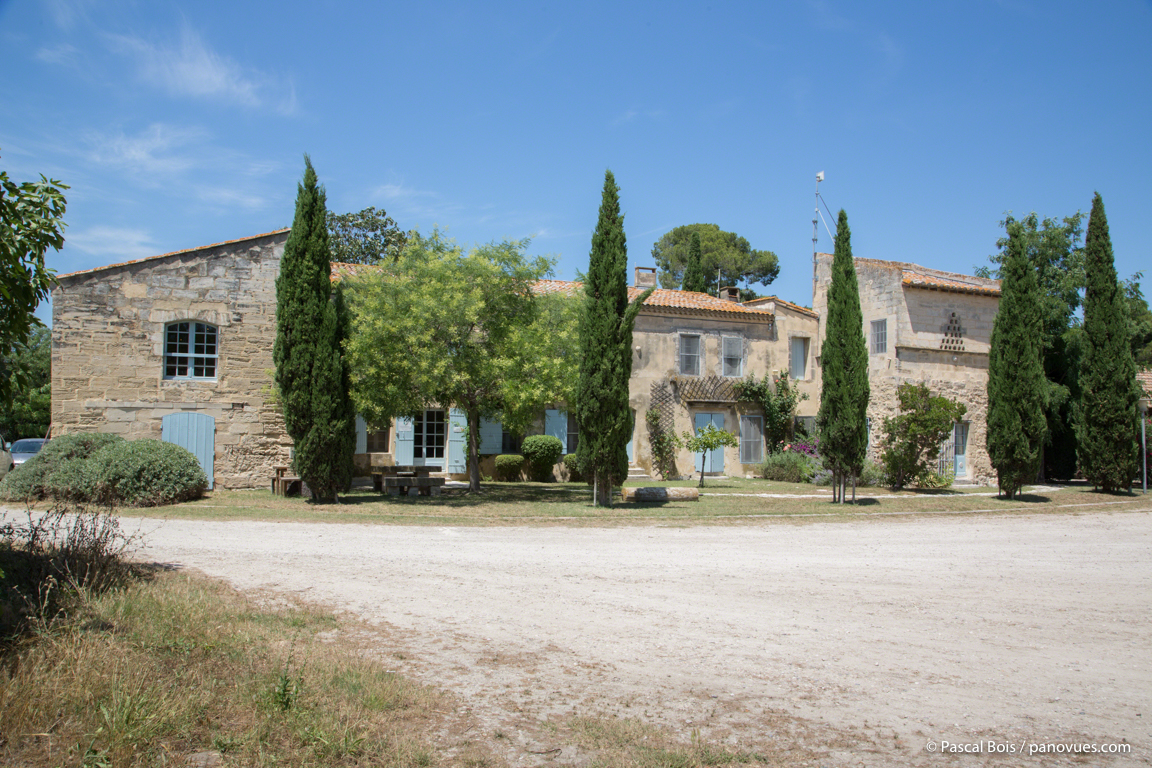
Mas camarguais de Pont de Rousty (musée de la Camargue du parc naturel régional de Camargue).

En Camargue, on distinguait le grand mas d'exploitation agricole, équipé d'un chai, d'un hangar à fourrage, d'une bergerie, et le mas de taureaux, ou mas de manade, résidence d'un éleveur. Décrit par Rul d'Elly en 1938, le mas de manade est un bâtiment le plus souvent rectangulaire, blanchi à la chaux, abritant le logement du maître et composé d'une salle commune, à laquelle est attenante la cuisine. À gauche ou à droite en entrant, un escalier droit monte au premier étage, occupé par les chambres. 

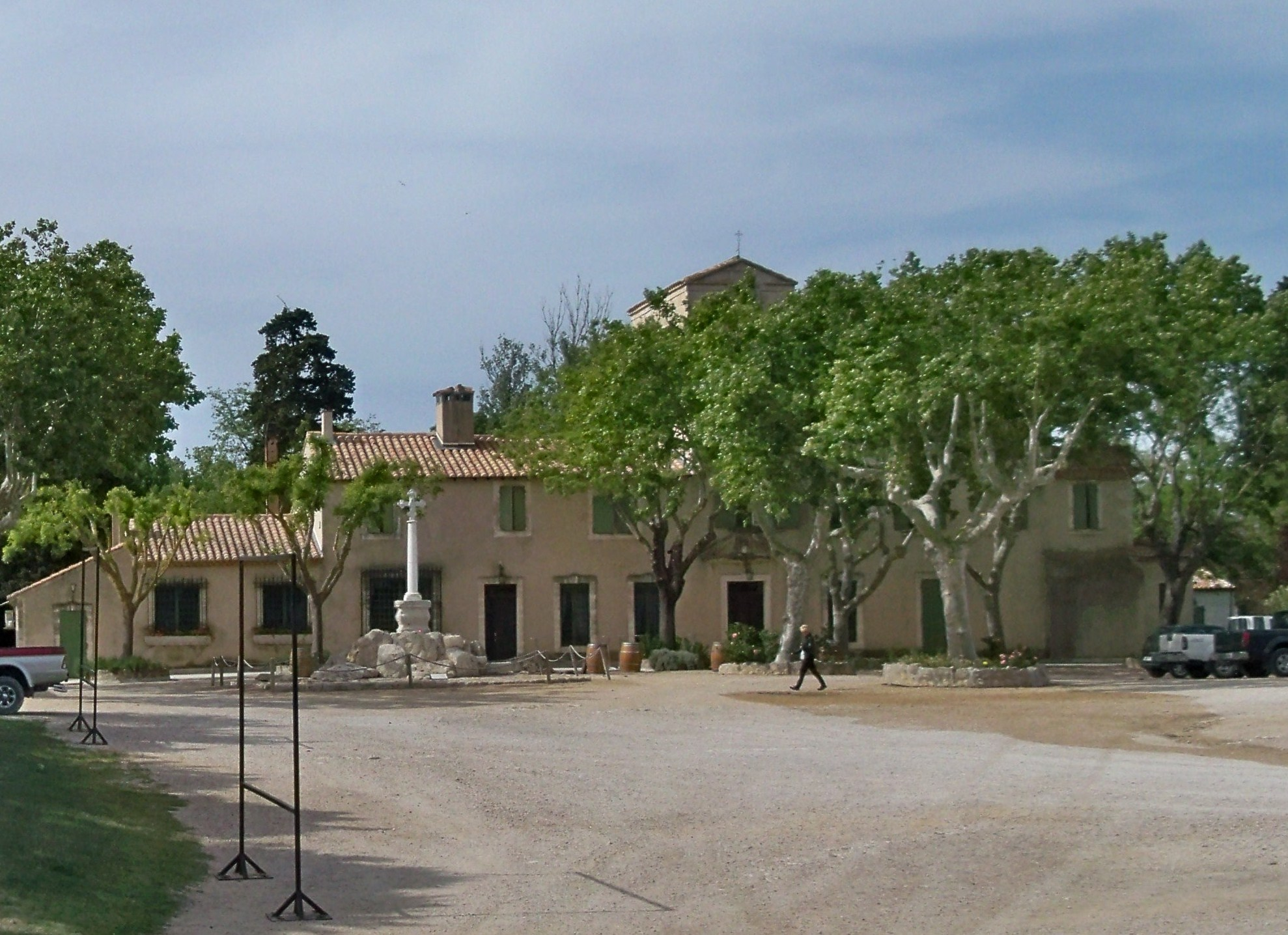
Mas de Méjanes, de la famille Ricard, aux Saintes-Maries-de-la-Mer.

La remise ou écurie est généralement contiguë à l'habitation ; au-dessus, se trouve le grenier à foin. Bien souvent, un pigeonnier en forme de tour ronde ou carrée, domine la toiture à deux pentes, couvertes en tuiles romaines. Le mas de manade est ouvert à tout venant, il n'y a pas de clôture. Devant le mas se dressaient les cabanes des gardians, ouvriers agricoles chargés de garder les taureaux.

### Crau

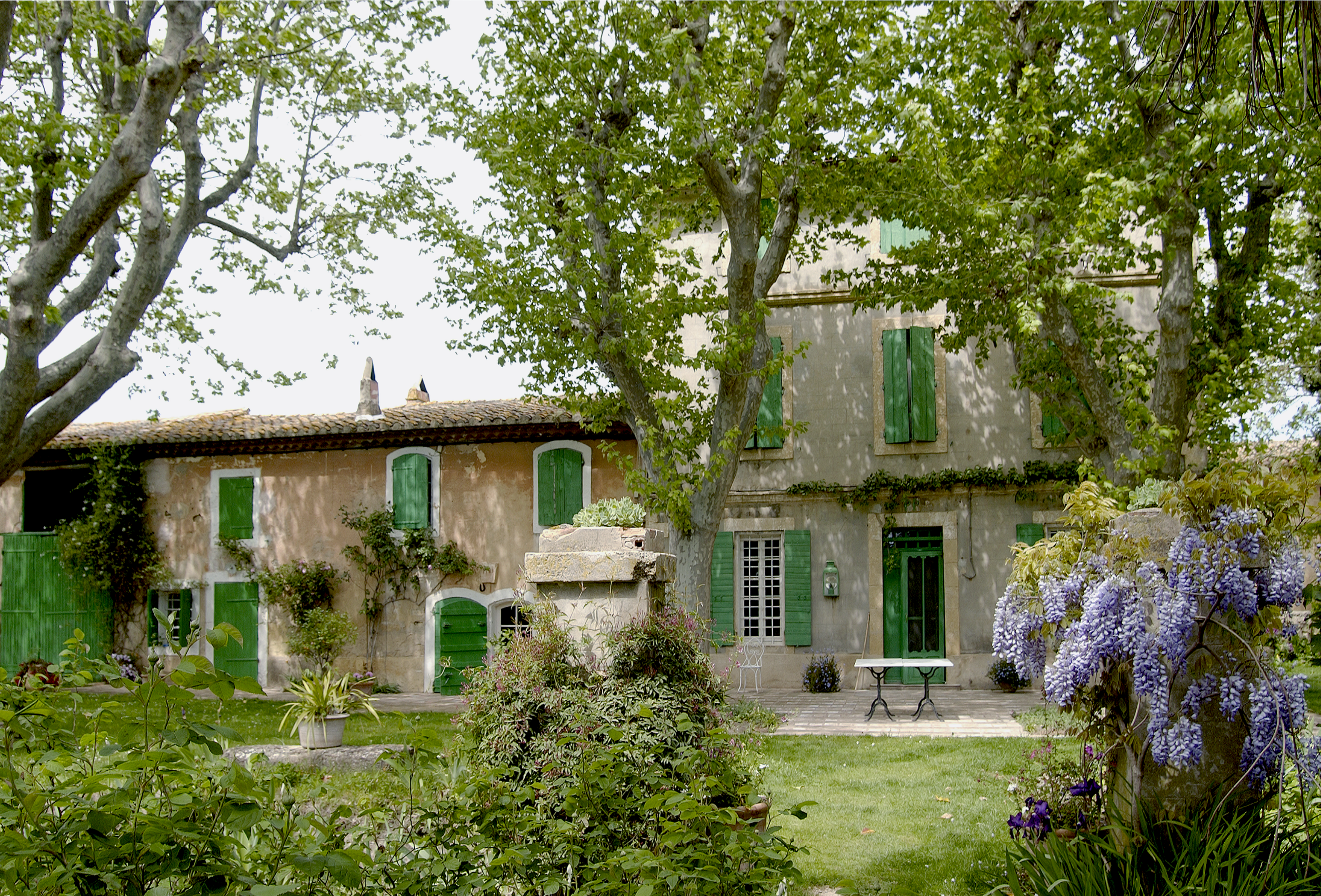
Mas du Bayle-Vert (mas de Crau).

Il a de nombreuses dispositions analogues avec celles du mas de la Camargue sauf qu'ici les étangs et l'eau sont inexistants. Le sol est plat, balayé par le mistral. À l'origine, la terre était avant tout une terre de pâture pour les moutons. Aujourd'hui, on y voit des vergers. L'habitation rappelle celle de la Camargue, mais avec un parti moins riche et des contraintes plus sévères. L'habitation du maître et celle du fermier étaient dans un bâtiment comportant un étage. En bas les cuisines, en haut les chambres. Les bergeries étaient attenantes à l'habitation mais sans communication avec elle. Au-dessus de la bergerie se trouvaient des greniers considérables pour le fourrage.

### Matériaux

#### Maçonneries

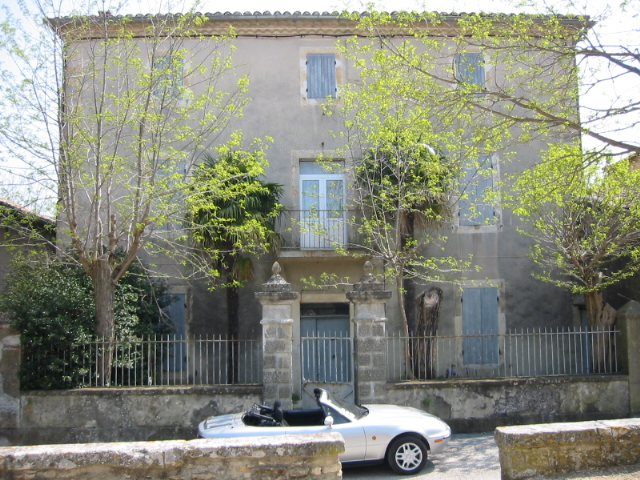
Ancien mas-magnanerie du centre du village de Lussan, dans le Gard.

Un mas est bâti avec les matériaux disponibles sur les terres de l'exploitation. Les pierres sont prélevées sur les tas d'épierrement des champs retournés. Le mortier n'est que de la terre minérale parfois additionnée de chaux éteinte sur place. Les arbres sont abattus, équarris puis mis en place dans les deux années qui suivent pour éviter toute tension dans cette maçonnerie souple qui va prendre son assise pendant plusieurs mois.
Dans la Crau, on faisait appel, pour la maçonnerie des murs, à des matériaux pauvres, trouvés sur place mais nécessitant beaucoup de main-d'œuvre : le galet et la terre. À défaut, pour certains bâtiments, on se contentait du pisé. Extérieurement, les galets étaient disposés en opus spicatum. La pierre, en provenance de Fontvieille, s'employait pour les encadrements des baies, les chaînes d'angles, les piles, et les boutisses parpaignes destinées à la liaison des murs en galets. Dans certains cas, en façade, les galets étaient employés pour le soubassement, et la pierre pour les parties hautes.
Les murs des mas proches de la rivière de la Durance sont faits de galets, ceux de Gordes de pierres calcaires et ceux de Roussillon de pierres rouges (ocrées).

#### Enduits
L'enduit intérieur composé de terre sablo-argileuse est appliqué puis serré à la taloche de bois. Il a sa raison d'être dans la lutte contre les rongeurs, vermine en tout genre et le froid. Il est chaulé chaque année par les familles les plus soigneuses.
Les murs se comportant comme du sucre posé sur un peu de liquide, de l'eau aspirée depuis le sol est donc présente naturellement dans ce type de maçonnerie.
Un soin particulier est porté à l'enduit extérieur. Il a la propriété de ne pas faire barrage à l'évaporation de cette eau. Il est composé de sable, de terre et de chaux pour éviter toute dégradation de la pierre par le gel et la transmission du froid sur des murs sinon détrempés par la pluie et les remontées capillaires.

#### Évolution récente
S'il est un bâti où l'uniformisation et la caricature fait son chemin, c'est bien ce type de construction banale mais représentative du savoir-faire des artisans de jadis (maçons, charpentiers, couvreurs, etc.). Bon nombre de mas voient maintenant leurs murs déshabillés de leur enduit, grattés, leurs pierres mises à nu et jointoyées avec toutes sortes de mortiers modernes colorés. Les volets à cadre recouverts de gris, de vert ou de bleu charron ou charrette ont souvent fait place à des menuiseries avec renfort en Z recouvert de « bleu lavande ».

### Dimensions
La taille d'un mas varie en fonction de la richesse et du nombre de ses occupants originaux : de 150 à plus de 1 000 m2, y compris dépendances (paillers, granges, etc.). Plus la famille s’agrandissait ou achetait d’équipements, plus le mas s’allongeait.

### Désignation immobilière

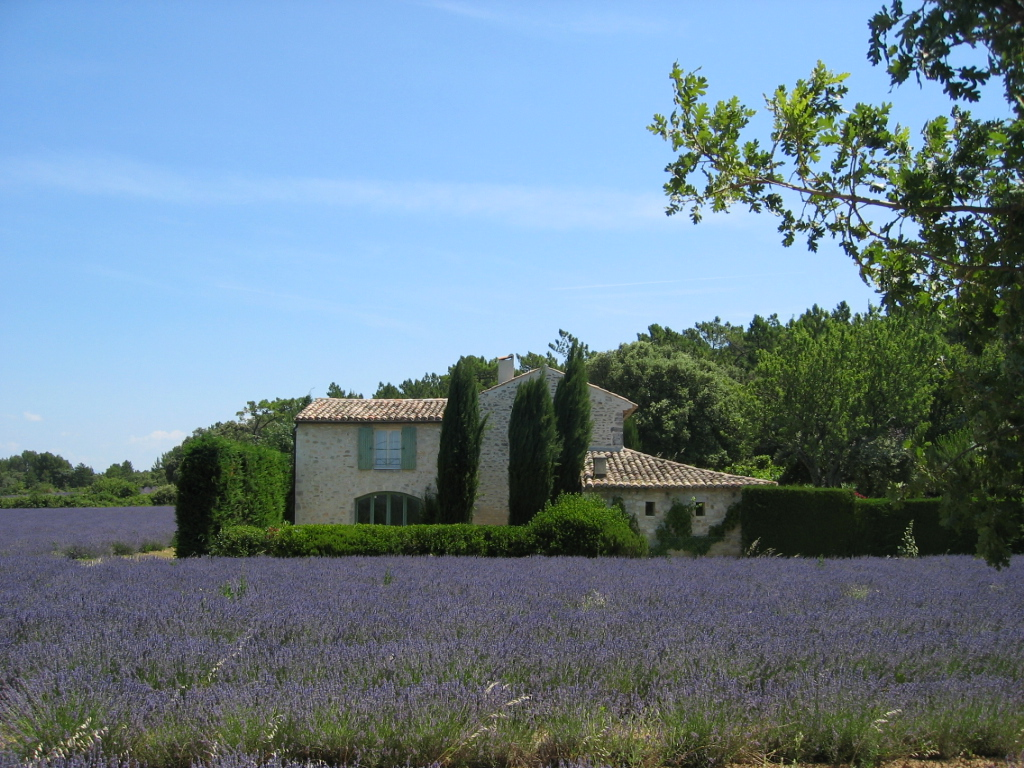
Mas de villégiature, en Drôme provençale.

Les mas de Provence sont assez recherchés et souvent transformés en maisons de villégiature de luxe ou de tourisme très recherchés (avec par exemple le mas Notre-Dame-de-Vie de Mougins, de Pablo Picasso, près de Cannes, sur la Côte d'Azur...). 
Habiter en Provence étant à la mode, la moindre construction à la campagne est souvent aujourd'hui désignée à tort sous le vocable de « mas » par certains vendeurs. Le vocable « mas de ville » est également employé. 
Le roman biographique britannique à succès Une année en Provence de Peter Mayle, en 1993, a beaucoup contribué à faire connaître le nom de cet élément d'architecture dans le monde. Le bâtiment dont cet auteur parle est en fait non pas un mas, mais plutôt une ferme fortifiée.

## Rouergue
Dans le sud du Massif central, où l'agriculture est prédominante (causse du Larzac, vallée de la Dourbie, vallée du Durzon, etc.), quantité de fermes en activité portent la dénomination de mas. Parfois, l'extension du terme à un hameau, voire à un petit village, relève d'un phénomène démographique ancien où la ferme, prenant de l'importance, a provoqué une cristallisation urbaine autour d'elle. Il n'est pas rare d'y trouver encore les descendants de ceux qui ont bâti ou agrandi le mas familial au fil du temps.

## Limousin
Les toponymes comprenant le mot mas contiennent souvent un élément du relief, de l'environnement de la propriété en question, ou encore le nom de son propriétaire originel. Ainsi en Limousin trouvera-t-on par exemple Masseret, qui vient de l'occitan mas seren (« le mas calme »), le Mas-de-L'Aurence (dans l'agglomération de Limoges), domaine où coule l'Aurence, ou encore Masbaraud, le mas qui appartenait à un certain Baraud.